# تسمم مزمن
التسمم المزمن (بالإنجليزية: Chronic toxicity)‏، هو التسمم الناتج عن تناول متكرر ومستمر لجرعات من مادة سامة على مدى فترة طويلة. الآثار السلبية المرتبطة بالتسمم المزمن يمكن أن تؤدي إلى الوفاة مباشرةً في بعض الحالات ولكن الشائع بأنها لا تقتل على الفور. بما في ذلك التغيرات في النمو، التكاثر، أو السلوك. ونقيض التسمم المزمن هو التسمم الحاد، والتي يحدث على مدى فترة أقصر من الزمن ويؤدي إلى تركيزات أعلى. ويمكن إجراء اختبارات سمية مختلفة لتقييم التسمم المزمن من الملوثات المختلفة، وعادةً ما تستمر ما لا يقل عن 10٪ من عمر الكائن الحي. ويمكن استخدام نتائج اختبارات السموم المائية المزمنة لتحديد المبادئ التوجيهية والأنظمة المتعلقة بنوعية المياه لحماية الكائنات المائية.